# Джон Стрелекі
Джон П. Стрелекі (нар. 13 вересня 1969, Чикаго)— письменник, спікер і коуч. Станом на 2022 рік книги Стрелекі розійшлися тиражем понад 9 мільйонів примірників по всьому світу та були перекладені 43 мовами.

## Біографія
Народився і виріс у місті Чикаго, США. У дитинстві любив пригодницькі книжки.
Довгий час працював бізнес-консультантом й особистим тренером з розвитку.
У 2002 році Стрелекі покинув гарно оплачувану роботу та з дружиною вирушив в 9-місячну подорож по світу. Цей досвід надихнув його на написання першого бестселера — «Кафе на краю світу». Книга була перекладена 25 мовами.
Стрелекі продовжив писати книги, у тому числі Сафарі життя (Life Safari), Велика п'ятірка для життя (The Big Five for Life), а тепер і Повернення в кафе (Return to The Why Cafe). Також став співавтором книги «Як бути багатим і щасливим» (How to be Rich and Happy).
Стрелекі є автором життєвої концепції «Велика п'ятірка для життя». Суть цієї концепції: необхідно знайти та розкрити свій внутрішній потенціал.
Також Стрелекі проводить курси, лекції та конференції з особистісного розвитку.